# Phó cơ Điều

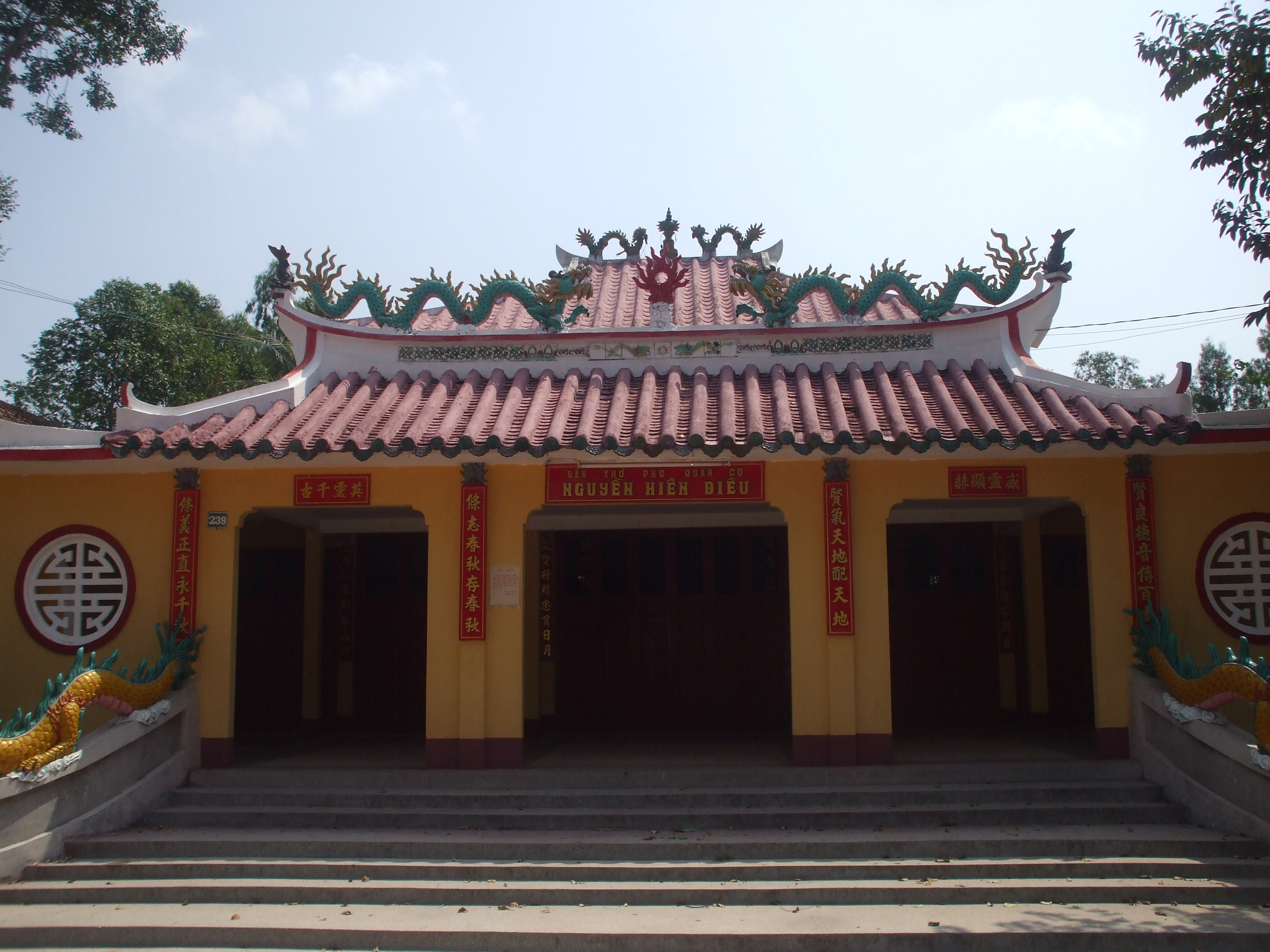
Đình thờ Nguyễn Hiền Điều tại phường Vĩnh Lợi, Kiên Giang

Nguyễn Hiền Điều (? - 1834) có tài liệu viết nhầm là Nguyễn Văn Điều, là một viên quan nhà Nguyễn. 

## Tiểu sử
Ông sinh tại Long Hồ, tỉnh Vĩnh Long. Năm 1834, ông giữ chức Thự Quản cơ (tức quyền Quản cơ) tỉnh Vĩnh Long, nên còn được gọi là Phó Cơ Điều.

## Sự nghiệp
Năm 1834, Xiêm La tiến đánh vào đất Đại Nam. Quân triều đình sau khi đẩy lùi quân Xiêm xâm nhập Tiền Giang đã truy kích đến tận Nam Vang. Vì việc này, một bộ phận tộc người Khmer ở Kiên Giang bị khích động và đã xảy ra xung đột với người Việt. Triều đình nhà Nguyễn liền cử Thự Quản cơ Nguyễn Hiền Điều từ Vĩnh Long về vùng Tà Niên, nhằm ổn định tình hình.

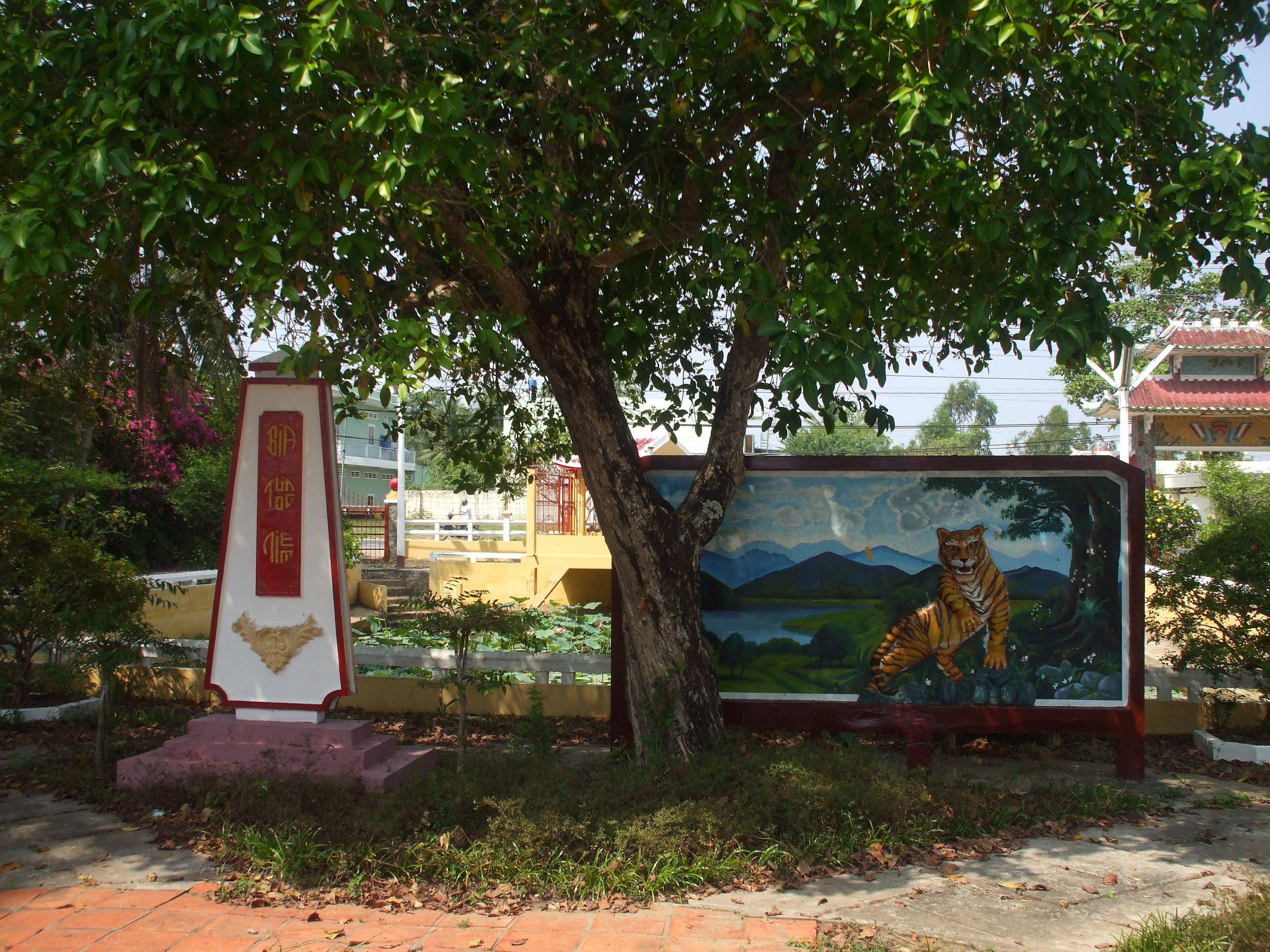
Bên gốc cây trâm, nơi ông Điều đã hy sinh

Một đêm, ông cùng một số tùy tùng đi thám sát tại rạch So Đũa thì bị quân nổi loạn phát hiện vây bắt. Viện binh chưa tới kịp, Phó cơ và quân lính phải kháng cự rất quyết liệt. Đến chiều hôm sau, thế giặc mạnh, ông bị trọng thương.
Sách Lược sử Đình Vĩnh Hòa Hiệp viết: 
"Khi về đến giếng Cây Trâm, thuộc xã Vân Tập, huyện Kiên Giang, ông chỉ còn lại một cận vệ. Quá mỏi mệt, ông vừa trèo xuống giếng uống nước thì quân địch cũng tràn đến. Người lính tên Phòng bị đâm chết, còn ông mới từ dưới giếng lên, bị một dao đâm vào bụng. Vội bứt lá môn bó tạm, tiếp tục chiến đấu. Đến khi không còn sức chống đỡ, để khỏi sa vào tay giặc, ông cắt cổ tự sát bên gốc cây trâm, cạnh bờ giếng, lúc đó là chiều ngày 14 tháng giêng năm Giáp Ngọ (1834). Quân nổi dậy liền cắt thủ cấp ông về treo tại ngã ba So Đũa, bên bờ rạch Tà Niên. Đến đêm, một người dân làng tên Tám Giang đã bí mật đến lấy cắp đầu ông Điều, lội theo kênh Tượng, qua ngã ba Xẻo Nhỏ, lén lút chôn kế đình Tà Niên (tức đình Vĩnh Hòa Hiệp ngày nay)
Sáu năm sau, các hương chức cùng dân làng Tà Niên đưa sọ đầu Nguyễn Hiền Điều vào một hòm gỗ quý, ướp son thờ tại đình thần Vĩnh Hòa Hiệp.

## Tôn thờ

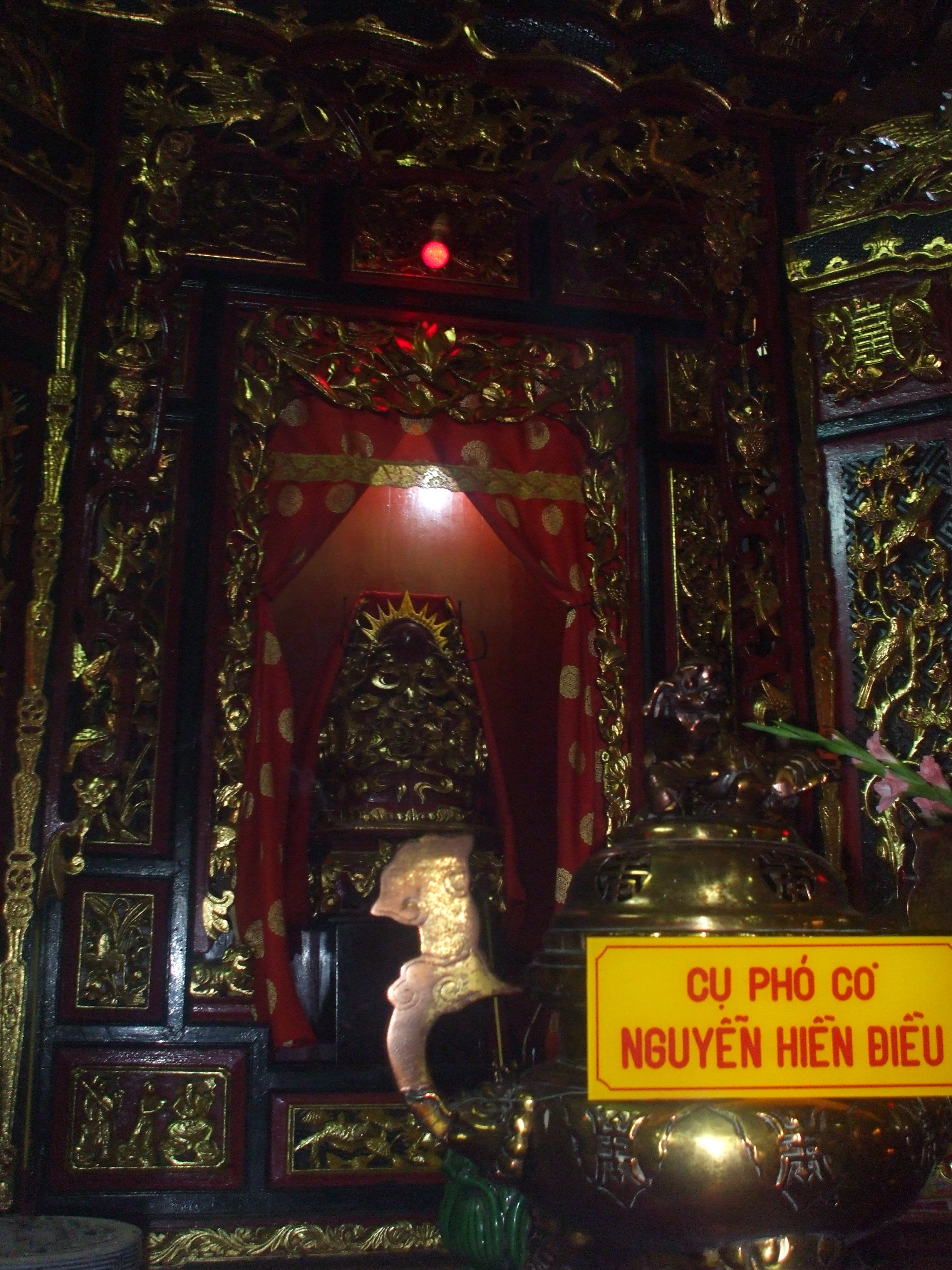
Khám thờ Nguyễn Hiền Điều (nơi có hòm đựng sọ đầu ông) trong Đình Nguyễn Trung Trực (Rạch Giá)

Khởi đầu, Đình Vĩnh Hòa Hiệp thờ Ngô Quyền Hòa, là người đầu tiên có công trong việc thành lập và phát triển làng (tiền hiền khai cơ). Năm 1834, khi Nguyễn Hiền Điều tuẫn tiết, đình thờ ông Điều làm chánh thần. Năm 1868, Nguyễn Trung Trực thọ án, ông Trực được thờ tại chánh điện và sau đó thờ thêm Lâm Quang Ky.
Năm 1842, đình thờ Phó Cơ Điều được xây dựng ở xã An Hòa.
Khoảng năm 1930, đình dời về đầu kênh Cái Sắn, cạnh cầu Rạch Sỏi.
Trong Chín năm kháng Pháp, cầu Rạch Sỏi bị đánh sập, đình bị phá hủy, bài vị của ông được đưa về thờ tạm ở ngôi miếu nhỏ tại giếng Cây Trâm.
Ngôi đình thờ Nguyễn Hiền Điều hiện nay được xây dựng mới năm 2001, ở ngay phía sau giếng Cây Trâm, thuộc phường Vĩnh Lợi, thành phố Rạch Giá, tỉnh Kiên Giang.
Sách Đại Nam nhất thống chí chép:
"Đền Phó Cơ Nguyễn Hiền Điều ở xã Vân Tập huyện Kiên Giang. Thự Quản cơ Vĩnh Long Nguyễn Hiền Điều theo việc bắt giặc, chết trận... Phó cơ thường tỏ linh ứng, năm Thiệu Trị thứ 2 (1842), dân địa phương lập đền thờ."
Cũng theo sách Lược sử Đình Vĩnh Hòa Hiệp, thì khi làng An Hòa cất xong đình, có đến thỉnh hòm đựng sọ đầu Nguyễn Hiền Điều về thờ và tôn ông làm thành hoàng của làng... Sau, không rõ năm nào, hòm đựng sọ đầu ông được đưa về phối thờ trong Đình thần Nguyễn Trung Trực tại Rạch Giá cho đến hôm nay.
Ngoài đình thờ chính tại giếng Cây Trâm, trong Đình thần Nguyễn Trung Trực (Rạch Giá), Đình An Hòa và Đình Vĩnh Hòa Hiệp đều có bài vị thờ Phó Cơ Điều.

## Vinh danh
Hiện nay, tại phường 3, thành phố Vĩnh Long, có con đường mang tên ông và tại thành phố Rạch Giá cũng có ngôi Trường mang tên Phó Cơ Điều.